# Boramuthanahalli, Madhugiri
Boramuthanahalli là một làng thuộc tehsil Madhugiri, huyện Tumkur, bang Karnataka, Ấn Độ.